# Papilio caiguanabus
Espèce
Statut de conservation UICN

 LC  : Préoccupation mineure
Papilio caiguanabus ou Machaon de Poey est une espèce d'insectes lépidoptères (papillons) qui appartient à la famille des Papilionidae, à la sous-famille des Papilioninae et au genre Papilio. L'espèce est endémique de Cuba.

## Description

### Imago
À l'avers les ailes sont marron foncé. Les ailes antérieures ont une série de points jaunes submarginaux et quelques macules jaunes à l'apex. Les ailes postérieures ont des queues et portent une rangée postdiscale de macules, jaunes chez le mâle et blanches chez la femelle, et un point rouge dans l'angle anal. Le revers est très similaire mais les ailes postérieures portent deux points rouges supplémentaires et des lunules discales bleues.

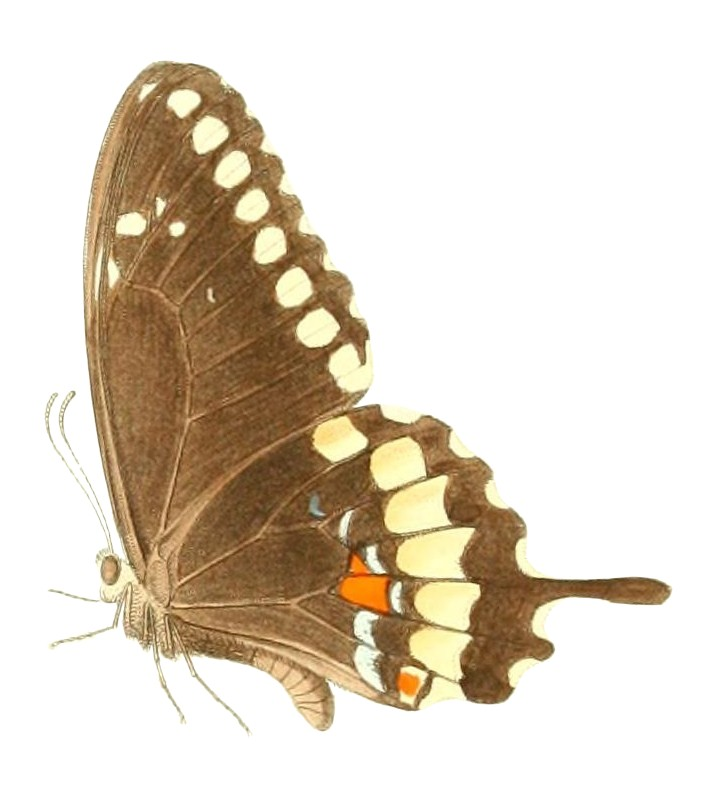
Papilio caiguanabus, vue latérale

### Juvéniles
La chenille mature a le dos noir et les flancs brun foncé avec de larges marques blanches.

## Écologie
L'écologie de cette espèce est mal connue. La plante hôte serait Fluegga acidoton (également connue comme Securinega acidothannus et Securinega acidoton ) mais certains auteurs pendent qu'il s'agirait plutôt d'une espèce de Zanthoxylum. Les chenilles passent probablement par cinq stades avant de se changer en chrysalide et possèdent probablement un osmeterium comme toutes les espèces de Papilionides. 
Les adultes ont été observés entre avril et septembre. Ils se nourrissent du nectar des fleurs notamment celles de Ixora sp., Jatropha integerrima, Lantana camara et Tournefortia hirsuitissima.

## Habitat et répartition
Cette espèce est endémique de Cuba dans la région néotropicale.  Elle vit dans les forêts et taillis naturel et semi-naturel, jusqu'à 300 m d'altitude,.

## Systématique
Papilio caiguanabus a été décrit pour la première fois par Felipe Poey en 1852 dans Memorias sobre la historia natural de la isla de Cuba.
L'espèce a pour synonyme Papilio numicus Hopffer, 1856 et Heraclides caiguanabus.

## Papilio caiguanabuset l'Homme

### Nom vernaculaire
L'espèce est appelée "Poey's Black Swallowtail" en anglais.

### Menaces et conservation
Papilio caiguanabus n'est pas considéré comme menacé par l'UICN. Cette espèce a été observée dans la plus grande partie de Cuba, y compris sur l'île de la Jeunesse, mais est considérée comme rare à l'intérieur de son aire de répartition. Elle pourrait être menacée par la destruction de son habitat d'autant plus qu'elle semble moins tolérante aux modifications anthropiques de son environnement que d'autres espèces de Papilio.

### Philatélie
Ce papillon figure sur une émission de Cuba de 1972 (valeur faciale : 4 c.).

### Publication originale
(es) Felipe Poey, Memorias sobre la historia natural de la isla de Cuba, Habana, Impr. de Barcina, 1852 (lire en ligne), p. 442